# Estación de Clapham South
Clapham South es una estación del metro de Londres situada en el barrio de Clapham, municipio de Wandsworth, en Londres, Reino Unido.
Inaugurada en 1926, tiene servicios de la Northern Line.